# Bure (stolica tytularna)
Bure (łac. Diocesis Buritanus) – stolica historycznej diecezji w Cesarstwie rzymskim w prowincji Afryka Prokonsularna, sufragania metropolii Kartagina. Współcześnie w Tunezji. Obecnie katolickie biskupstwo tytularne.

## Biskupi tytularni
| Lp. | Biskup                 | Funkcja                                   | Od               | Do                   |
| --- | ---------------------- | ----------------------------------------- | ---------------- | -------------------- |
| 1   | Jacques Teerenstra     | wikariusz apostolski Doumé (Kamerun)      | 16 marca 1949    | 14 września 1955     |
| 2   | Stephen Aloysius Leven | biskup pomocniczy San Antonio (USA)       | 3 grudnia 1955   | 20 października 1969 |
| 3   | Secundo Tagliabue      | emerytowany biskup Anglona-Tursi (Włochy) | 22 sierpnia 1970 | 6 stycznia 1976      |
| 4   | Dominic Marconi        | biskup pomocniczy Newark (USA)            | 3 maja 1976      |                      |